# Parisis (Gattung)
Parisis ist eine Gattung der Achtstrahligen Korallen (Octocorallia), die in flachen und mäßig tiefen Bereichen des tropischen Indopazifiks vorkommt.

## Merkmale
Wie fast alle Oktokorallen bilden die Arten der Gattung Parisis Kolonien, die aus vielen Einzelpolypen mit jeweils acht Tentakeln bestehen. Die Kolonien wachsen aufrecht und sind mehr oder weniger planar (zweiseitig) oder buschig verzweigt. Sie besitzen eine gegliederte Skelettachse, in der sich feste, kalkhaltige, aus verschmolzenen Skleriten gebildete Internodien und proteinhaltige, mit Skleriten versetzte Knoten immer wieder abwechseln. Die Kolonien verästeln nur an den Internodien. Internodien und Knoten sind längs gerillt. Die gleichmäßig über die Oberflächen aller Zweige verteilten Polypen sind monomorph und können nicht zurückgezogen werden. Sie können sich jedoch stark zusammenziehen und haben dann die Erscheinung konischer Buckel auf den Zweigen der Kolonie. Die Sklerite in den Polypen, auf der Oberfläche der Kolonie und in den Internodien sind unregelmäßig oder haben die Form von Plättchen, die mit Tuberkeln versehen sind. In den Knoten haben sie die Form gelappter Stäbchen. Die Arten der Gattung Parisis leben nicht mit Zooxanthellen in einer Endosymbiose und sind ausschließlich auf planktonische Nahrung angewiesen.

## Arten
Zur Gattung Parisis gehören fünf Arten:
- Parisis australis Wright & Studer, 1889
- Parisis fruticosa Verrill, 1864
- Parisis laxa Verrill, 1865
- Parisis minor Wright & Studer, 1889
- Parisis poindimia Grasshoff, 1999